# 朱利安·劉易斯
朱利安·劉易斯爵士（英語：Sir Julian Lewis，1951年9月26日—）是一位英格蘭政治人物，他的黨籍是保守黨。自1997年開始，他擔任東新福里斯特選區選出的英國下議院議員。